# 126

## Събития
- Сградата на Пантеона в Рим е завършена в днешния си вид по проект на архитекта Аполодор от Дамаск.

## Родени
- 1 август – Пертинакс, римски император